# Cisco (Texas)
Cisco é uma cidade localizada no estado norte-americano do Texas, no Condado de Eastland.

## Demografia
Segundo o censo norte-americano de 2000, a sua população era de 3851 habitantes.
Em 2006, foi estimada uma população de 3786, um decréscimo de 65 (-1.7%).

## Geografia
De acordo com o United States Census Bureau tem uma área de
12,6 km², dos quais 12,6 km² cobertos por terra e 0,0 km² cobertos por água.

## Localidades na vizinhança
O diagrama seguinte representa as localidades num raio de 32 km ao redor de Cisco.